# Ada (Ohio)
Pour les articles homonymes, voir Ada.
Ada (prononcé /ˈeɪdə/) est une ville du comté de Hardin dans l'État de l'Ohio aux États-Unis.
C'est a Ada qu'en 1817, les indiens Shawnee signèrent le traité de Fort Meigs, qui cédait toutes leurs terres restantes aux États-Unis et aux colons qui les occupaient déjà.
Ada est aujourd'hui le siège de l'Ohio Northern University.
Il s'y trouve l'aéroport d'Ada.